# Achrus salsolae
Achrus salsolae är en insektsart som beskrevs av Alexander Fyodorovich Emeljanov 1964. Achrus salsolae ingår i släktet Achrus och familjen dvärgstritar. Inga underarter finns listade i Catalogue of Life.